# Osservatorio di Apache Point
L'osservatorio di Apache Point (APO) è un osservatorio astronomico situato sui Monti Sacramento a Sunspot, nel Nuovo Messico. L'osservatorio è gestito dall'università statale del Nuovo Messico (NMSU) e di proprietà del Consorzio di Ricerca Astrofisica (ARC). Pur limitatamente, la struttura è visitabile dal pubblico.

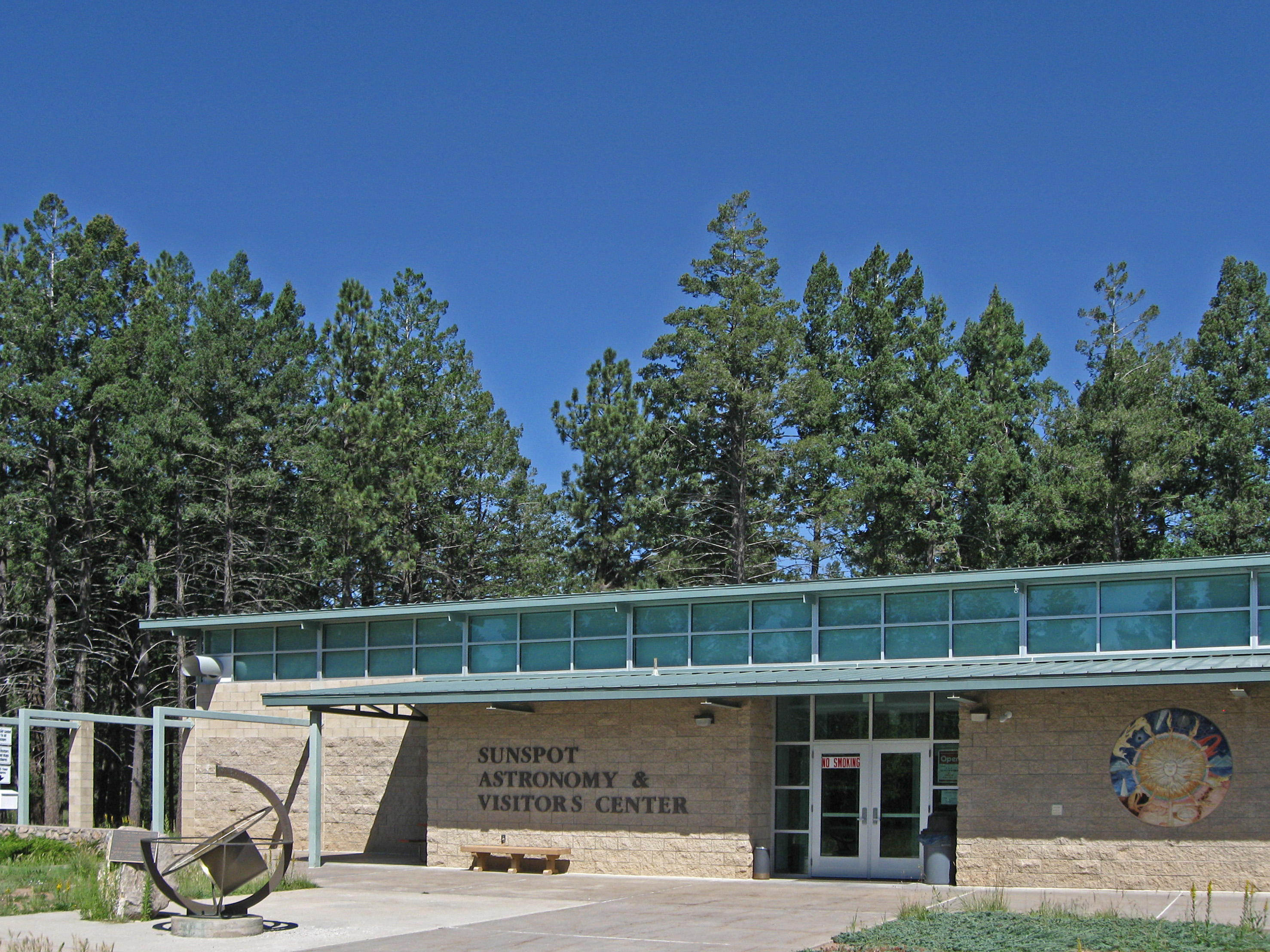
Il centro di astronomia ed accoglienza visitatori di Sunspot

## Storia
Il consorzio ARC è stato costituito nel 1984 con l'obiettivo di costruire un telescopio da 3,5 metri. Originariamente era costituito da cinque istituzioni: università statale del Nuovo Messico, universita di Washington, università di Chicago, università di Princeton, e università statale di Washington, successivamente ritiratasi.
Cinque altre organizzazioni hanno aderito nel corso del tempo: l'Istituto di studi avanzati, l'università John Hopkins, l'università del Colorado, l'università della Virginia e la Georgia State University. Il consorzio ha finanziato i telescopi da 0,5 e 3,5 metri, mentre i fondi per lo specchio di 2,5 metri provengono da una partecipazione più ampia. Il telescopio da 1 metro è supportato esclusivamente dalla NMSU.

## Telescopi

### ARC 3.5 metri

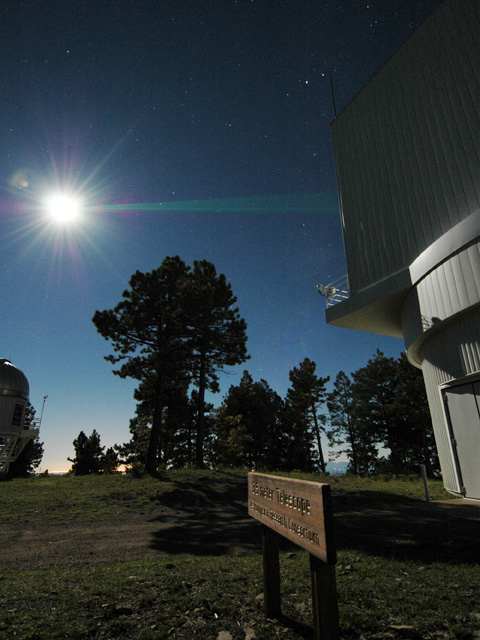
Telescopio ARC di 3,5 metri

L'ARC è un telescopio riflettore di tipo Ritchey-Chretien da 3,5 metri a montatura altazimutale con strumenti fissati in diversi punti focali. La costruzione dell'edificio è iniziata nel 1985, ma la piena operatività del telescopio è stata posticipata sino a novembre 1994 a causa di problemi nella fabbricazione dello specchio primario. Dal 1991 sino ai primi mesi del 1993 il telescopio è stato dotato di uno specchio da 1,8 metri, ora situato al Rothney Astrophysical Observatory a seguito di accordi nella ripartizione dei costi.
L'ARC è equipaggiato con una varietà di strumenti ottici e nel vicino infrarosso disponibili, tra cui:
- lo spettrometro echelle ARC (ARCES) che utilizza una CCD di 2048 x 2048 pixel con una risoluzione di R ~ 31.500[3].
- uno spettrometro ottico a bassa risoluzione con doppia visualizzazione (DIS, Double Imaging Spectrometer)[4].
- Il Near Infrared Camera / Fabry-Perot Spectrometer (NICFPS), sviluppato presso l'Università del Colorado. Utilizza un rivelatore a infrarossi H1RG 1024x1024 HgCdTe  e un interferometro di Fabry-Perot nel vicino infrarosso. Dispone di molti filtri a banda stretta per H2, Fe II, e Sivi[5]. È l'unico tra i dispositivi astronomici Fabry-Perot ad essere raffreddato con azoto liquido[6].
- La Seaver Prototype Imaging camera (SPICAM) è una fotocamera ottica CCD  con risoluzione di 2048 x 2048 pixel[7].
- TripleSpec (Tspec) è uno spettrografo nel vicino infrarosso che fornisce una copertura di lunghezza d'onda continua nell'intervallo 0.94 - 2.46 um a media risoluzione (R ~ 3500, a seconda della scelta di fessura).

Il telescopio da 3,5 metri è utilizzato anche nel progetto APOLLO (Apache Point Observatory Lunar Laser-ranging Operation), un'estensione dell'esperimento Lunar Laser Ranging che prevedeva la misurazione continua della distanza Terra-Luna tramite laser. APOLLO è operativo dall'ottobre 2005 e periodicamente affina l'accuratezza della distanza tra la Terra e la Luna a livello millimetrico.
Le osservazioni che utilizzano il telescopio da 3,5 metri possono essere eseguite in connessione internet remota utilizzando la Telescope User Interface (TUI).

### SDSS 2.5 metri

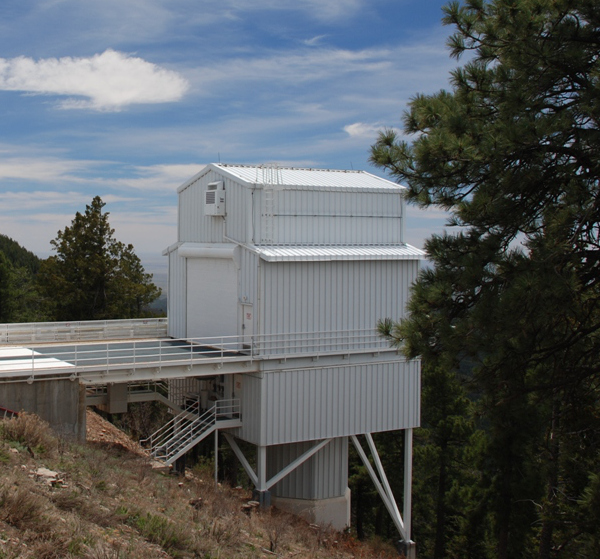
perimetro del SDSS

Il telescopio SDS da 2,5 metri (98 pollici) è utilizzato per la Sloan Digital Sky Survey ed ha iniziato a operare nel 2000. È un riflettore Ritchey-Chretien con montatura altazimutale posta sotto una cupola a scorrimento. È stato progettato con un ampio campo visuale per rilevare la volta celeste nella sua totale ampiezza.

### NMSU 1.0 metri
Il telescopio NMSU da 1,0 metri (39 pollici) è un riflettore Ritchey-Chretien con una montatura altazimutale, completato nel 1994. Una camera CCD con risoluzione 2048 x 2048 montata sul fuoco Nasmyth consente una copertura della volta celeste di 15,7 minuti d'arco.

### 0.5 metri ARCSAT
Il telescopio a piccola apertura (ARCSAT, ARC Small Aperture Telescope) è un telescopio riflettore da 0,5 metri (20 pollici) con montatura equatoriale ed utilizza una camera CCD raffreddata da un'unità criogenica avanzata. È stato costruito nel 1991 ed utilizzato dalla campagna osservativa SDSS sino al 2005. È attualmente utilizzato per limitati progetti di ricerca.

### Telescopi dismessi
- Nel 1993 è stato costruito un telescopio riflettore da 0,6 metri (24 pollici) per monitorare le condizioni del cielo per il progetto SDSS. Non ha mai operato in modo soddisfacente, ed è stato sostituito con il telescopio fotometrico di 0,5 metri.[11]

## Elenco degli asteroidi scoperti
Il Minor Planet Center gli accredita le scoperte dei seguenti asteroidi (con designazione provvisoria):
- (227119) 2005 ND85
- (245170) 2004 TE116
- (254369) 2004 TD116
- (268095) 2004 RJ257
- (271691) 2004 RW106
- (271801) 2004 TD78
- (283979) 2004 RN170
- (399680) 2004 TP21
- (427855) 2005 NN67

All'osservatorio è dedicato l'asteroide 90022 Apache Point.